# Nobuyuki Kojima
Nobuyuki Kojima (em japonês: 小島 伸幸, Kojima Nobuyuki — Maebashi, 17 de janeiro de 1966) é um ex-futebolista japonês que atuava como goleiro.

## Carreira
Kojima, que virou goleiro enquanto atuava no time da Niijima Gakuen High School, atuou em três clubes - o destaque foi sua passagem pelo Shonan Bellmare, entre 1988 e 1998 - no início da carreira, o clube era chamado Fujita Industries (empresa onde trabalhava) e, posteriormente, Bellmare Hiratsuka, tendo vencido a Copa do Imperador em 1994 e a Recopa da AFC do ano seguinte.
Devido a problemas financeiros, o Bellmare teve que dispensar o goleiro e outros 4 jogadores (Wagner Lopes, Kasuaki Tasaka, Hong Myung-bo e Yoshihiro Natsuka). e Kojima assinou com o Avispa Fukuoka sem custos. Em 2002, foi contratado pelo Thespa Kusatsu, onde encerrou a carreira em 2005, aos 39 anos.

## Seleção Japonesa
Kojima jogou 4 partidas pela Seleção Japonesa entre 1995 e 1996. Participou da Copa de 1998, na primeira participação nipônica em Mundiais, mas não atuou em nenhum jogo - Yoshikatsu Kawaguchi foi o titular.

## Títulos
Shonan Bellmare
- Copa do Imperador: 1 (1994, como Bellmare Hiratsuka)
- Recopa da AFC: 1 (1995, como Bellmare Hiratsuka)